# トランスダイム・グループ
トランスダイム・グループ（TransDigm Group）はオハイオ州クリーブランドに本社を置く航空宇宙産業関連の上場企業である。
トランスダイム・グループは航空宇宙部品の開発・製造を行っている。同社は1993年、プライベート・エクイティ会社によるレバレッジド・バイアウトで4つの航空宇宙産業会社が統合され設立された。TransDigm社は長年にわたる買収により、製造する航空宇宙部品の範囲を拡大した。2006年にニューヨーク証券取引所に新規株式公開を申請した。

## 会社の歴史

### 初期の歴史
トランスダイムは1993年にTDホールディング・コーポレーションとして設立された。設立当初の出資額は1,000万ドルだった。
同社は、創業者のW.ニコラス・ハウリーとダグラス・ピーコック、プライベート・エクイティ会社のケルソ・アンド・カンパニーによって、レバレッジド・バイアウトでIMOインダストリーズ社から航空宇宙産業関連企業4社を買収・統合するために設立された。
その4社とは、アデル・ファスナーズ、エアロ・プロダクツ・コンポーネント・サービシズ、コントレックス・コーポレーション、ウィギンズ・コネクターズで、買収が完了すると、TDホールディングはトランスダイム・インクに社名を変更し、オハイオ州リッチモンドハイツを拠点とした。
トランスダイム社は当初、バッテリー、ポンプ、燃料コネクターなど少数の航空機部品を製造・販売していた。 他の航空宇宙部品メーカーの買収を通じて、航空機部品製品の範囲を拡大し,1993年から1998年まで、年率約25％の成長を遂げた。1998年、プライベート・エクイティ会社のオデッセイ・インベストメント・パートナーズは、ケルソ・アンド・カンパニーからトランスダイムを買収した。9月11日の同時多発テロの後、航空宇宙産業は一時的に衰退し、赤字とレイオフを余儀なくされた。

### 買収
トランスダイム社は、事業拡大と成長のため、他の航空宇宙部品メーカーの買収に重点を置いている。
同社は創業から25年間で60以上の企業を買収し、そのうち49社は2006年の株式公開後に完了した。
2010年、競合するアフターマーケットの航空宇宙部品会社McKechnie Aerospace Holdingsを12億7000万ドルで買収した。
2016年には、電力、ネットワーク、エレクトロニクス企業のデータ・デバイス・コーポレーションを10億ドルで買収した。その2年後、競合部品メーカーのEsterlineを40億ドルで買収した。これはトランスダイム史上最大の買収だった。
2022年3月、トランスダイムはモントリオールを拠点とするヘリコプター用ミッション機器メーカー、ダート・エアロスペースを現金約3億6,000万ドルで買収。
2023年5月、航空・運輸調査会社Calspanを7億2500万ドルで買収。

### 最近の経緯
2019年、国防総省はトランスダイム社の政府契約の価格設定慣行を監査した。
その結果、国防総省は、金属ピンの9,400％のマークアップなど、非常に高い利益率で部品を購入していると結論づけた。
『タイタンの教訓』の著者によれば、これは、古い航空宇宙部品は個別に生産するには高価ではないが、少量生産のために高価な年代物の製造ラインを稼動させておく必要があるためである。価格設定方法を批判する議会の公聴会の後、同社は国防総省に1600万ドルを返金する。しかし、COVID-19のパンデミックが航空宇宙産業に与えた影響により、2020年には事業が縮小した。
2022年、創業者のニック・ハウリーは、価格つり上げの告発で再び議会での証言を求められた。国防総省の調査によると、同社は2800万ドルのはずの部品に1億1900万ドルを請求した。

## 製品
トランスダイム社の子会社は、航空機部品を製造している。これらの部品には、ポンプ、バルブ、アビオニクスなどが含まれる。
同社が販売する航空宇宙部品のほとんどは、現在その部品を製造している唯一のメーカーであるトランスダイム社独自の製品である。2016年現在、売上の約半分はアフターマーケット部品、半分はOEM部品で、2008年時点では、売上の約4分の3が民間航空機部品、4分の1が軍用機部品であった。
トランスダイム社の製品は3つのセグメントに分類される。ポンプ、バルブ、点火システムなどの動力・制御製品がトランスダイム社の売上の約半分を占める。ラッチ・ロック装置、コックピット・セキュリティ・コンポーネント、オーディオ・システムなどの機体製品は、トランスダイム社の売上の残り半分を占めている。さらに、拘束具、宇宙システム、重工業機器用部品など、航空以外の製品による売上もある。